# EMA 2025
27. izbor slovenskega predstavnika na Pesmi Evrovizije EMA je potekal 1. februarja 2025 v studiu 1 TV Slovenija. Vodila sta ga Raiven in Gregor Strasbergar – Štras. Zmagal je Klemen s »How Much Time Do We Have Left«.
Teden pred izborom, 25. januarja, je bila na sporedu oddaja Ema pred Emo, v kateri so predstavili izvajalce in predvajali izseke skladb, ki so bile takoj zatem v celoti objavljene na portalu RTV 365, dan za njim, 2. februarja, pa Ema po Emi o dogajanju iz zakulisja.

## Javno vabilo
Javno vabilo za sodelovanje je bilo objavljeno 28. oktobra 2024, zbiranje prijav pa je trajalo do 25. novembra. Pravila vabila določajo:
- da morajo biti izvajalci na dan izbora stari najmanj 16 let,
- da mora glavni izvajalec ali vsaj polovica glavnih izvajalcev v skupini imeti stalno ali začasno prebivališče v Republiki Sloveniji,
- da je skladba lahko dolga največ tri minute,
- da je lahko na odru največ šest nastopajočih ter
- da mora biti skladba v celoti in v posameznih delih izvirna in še nepriobčena javnosti.

RTV Slovenija si pridržuje pravico neposredno povabiti k sodelovanju poljubno število avtorjev oziroma izvajalcev, katerih prijave se obravnavajo skupaj z ostalimi.
Izborna komisija v sestavi Alenka Godec, Neja Jerant, Lea Sirk, Filip Vidušin in Martin Bezjak je izmed 114 prijav izbrala 12 tekmovalnih skladb ter dve rezervni.

## Tekmovalne skladbe
| #   | Izvajalec             | Naslov                          | Avtorji                                                                              |
| --- | --------------------- | ------------------------------- | ------------------------------------------------------------------------------------ |
| 1.  | ANNA                  | »Čau«                           | Krešimir Tomec (ga), Špela Tomec (b)                                                 |
| 2.  | ZveN                  | »Divja«                         | Zvezdana Novaković (gba), Luka Jamnik (a)                                            |
| 3.  | PolarAce              | »Kind«                          | Aleksej Ivačič Kolar (gba), Peter Penko (a)                                          |
| 4.  | Astrid & The Scandals | »Touché«                        | Astrid Ana Kljun (gb), Tomaž Zupančič (ga), Luka Flegar (g)                          |
| 5.  | Jon Vitezič           | »Vse ti dam«                    | Jon Vitezič (gb), Peter Dekleva (a)                                                  |
| 6.  | KiKi                  | »O-ou!«                         | Laetitia KiKi Pohl (gba), Blaž Mikl (a), Jovica Novkovič (a)                         |
| 7.  | Eva Pavli             | »Niti«                          | Eva Pavli (gb), Hugo Smeh (a)                                                        |
| 8.  | Klemen                | »How Much Time Do We Have Left« | Klemen Slakonja (gba), Ryan Small (a), Maja Slatinšek (a)                            |
| 9.  | July Jones            | »New Religion«                  | July Jones (gba), Bardo (ga), Kiris Houston (ga), Neave Applebaum (gba), Gracey (ga) |
| 10. | Žan Videc             | »Pusti da gori«                 | Goran Sarjaš (ga), Žan Videc (gb)                                                    |
| 11. | Trine                 | »Grace«                         | Trine Slabe (gba), Jernej Kržič (ga)                                                 |
| 12. | RAI                   | »Frederick's Dead«              | Vanja Rok Vrtovec (gb), RAI (a)                                                      |

## Rezultati
Zmagovalna skladba je bila izbrana v dveh krogih. V prvem krogu je pet petčlanskih žirij izbralo dva superfinalista (v krepkem so podeljevalci glasov):
- A: žirija ljubiteljev evrovizijske popevke (članov Kluba ljubiteljev evrovizijske popevke OGAE Slovenija) [Jan Vehar, Metka Dolanc, Rene Dopler, David Sopotnik, Boštjan Smrekar]
- B: žirija glasbenih izvajalcev, ustvarjalcev in producentov (Gregor Ravnik, Kris Guštin, Rok Lunaček, Karin Zemljič, Neža Buh)
- C: televizijska žirija (Dajana Makovec, Juš Hrastnik, Leila Aleksandra Jelić, Rok Smolej, Anže Škrube)
- D: radijska žirija (Jernej Sobočan, Gregor Stermecki, Urša Mravlje, Jana Morelj, Melani Mekicar)
- E: žirija mednarodnih spletnih evrovizijskih vplivnežev (Adam Mc Callig, Sanja Daić, Alesia Michelle, William Lee Adams, Jan Bors)

| Izvajalec (skladba)                    | A  | B  | C  | D  | E  | ∑  | X   |
| -------------------------------------- | -- | -- | -- | -- | -- | -- | --- |
| ANNA (Čau)                             | 6  | 2  | 7  |    |    | 15 | 9.  |
| ZveN (Divja)                           | 8  | 1  | 2  | 4  | 6  | 21 | 5.  |
| PolarAce (Kind)                        | 2  |    | 6  | 7  |    | 15 | 10. |
| Astrid & The Scandals (Touché)         | 10 | 10 | 3  | 6  | 3  | 32 | 3.  |
| Jon Vitezič (Vse ti dam)               | 4  |    | 4  | 2  | 10 | 20 | 7.  |
| KiKi (O-ou!)                           | 1  | 7  | 10 | 8  | 5  | 31 | 4.  |
| Eva Pavli (Niti)                       | 5  | 5  | 1  |    | 7  | 18 | 8.  |
| Klemen (How Much Time Do We Have Left) | 7  | 12 | 12 | 12 | 8  | 51 | 1.  |
| July Jones (New Religion)              | 12 | 8  | 8  | 10 | 12 | 50 | 2.  |
| Žan Videc (Pusti da gori)              |    | 4  |    | 3  | 1  | 8  | 11. |
| Trine (Grace)                          |    | 3  |    | 1  | 4  | 8  | 12. |
| RAI (Frederick's Dead)                 | 3  | 6  | 5  | 5  | 2  | 21 | 6.  |

Superfinale
V superfinalu je o končnem zmagovalcu odločila javnost s telefonskim glasovanjem.
| Izvajalec  | Št. glasov | %     |
| ---------- | ---------- | ----- |
| Klemen     | 8895       | 66,90 |
| July Jones | 4400       | 33,10 |

## Točke spremljevalnega programa
- Raiven – Veronika (orkestralna verzija) [posnetek iz ljubljanske Opere]
- MRFY – Halo
- Raiven – Hedonista
- Ana Soklič & Soul Crew – Silvija
- Filip Vidušin, Urban Koritnik & Lea Sirk – Tih deževen dan
- Raiven & Štras – Zaljubila/Zažarim

Z Raiven in Štrasom so svojo evrovizijsko izkušnjo na odru delili Cole Moretti, Darja Švajger, Nuša Derenda, Maja Keuc in Filip Vidušin, kratek voditeljski vložek pa je imel tudi Bojan Cvjetićanin.

## Gledanost
Izbor si je v povprečju ogledalo 10,7 % ali 206.500 gledalcev, kar predstavlja 24-odstotni delež takratnih gledalcev televizije.